# 2128 Везерілл
2128 Везерілл (2128 Wetherill) — астероїд головного поясу, відкритий 26 вересня 1973 року.
Тіссеранів параметр щодо Юпітера — 3,186.